# Freddie Deronde
Freddie Deronde (Brussel 20 september 1938 - Waver 6 januari 2012) was een Belgisch jazzgitarist en contrabassist.
Deronde was autodidact en begon gitaar te spelen toen hij 9 jaar oud was. Uiteindelijk schakelde hij onder invloed van Benoît Quersin over op contrabas.
Zijn eerste professionele optredens waren in de bigband van Al Goyens die toerde langs de amerikaanse legerbasissen in Duitsland. In 1958 vervoegde hij de band van Lennart Johnson waarmee hij doorheen heel Europa toerde.
In de vroege jaren '60 keerde hij terug naar Brussel, waar hij vast muzikant werd in het jazzcafé "la Rose Noire", waar hij het podium deelde met een resem bekende jazzmusici waaronder Quincy Jones. In 1961 trok hij op met het trio van de Nederlandse pianist Jack Van Poll. Hij bleef gedurende jaren '60 en '71 muziek spelen met grootheden uit de jazzwereld, zoals Chet Baker (met wie hij toerde door Italië) of Belgen zoals Marc Moulin of Philip Catherine.
In de periode 1983 - 1987 trad hij niet op hij wegens een ernstige ziekte. Hij pikte de draad weer op toen hij gebeld werd door J. R. Monterose met wie hij een tournee maakte in de Amerikaanse staat New York. Hij zou met Monterose blijven spelen tot diens dood in 1993. Deronde was in die periode voornamelijk gericht op de states, maar trad in die periode in België wel op met onder meer Dré Pallemaerts en Bert Joris.
In 1989 bracht Deronde het album "Spontaneous Effort" uit, waaraan ook Monterose, Philip Catherine, Michel Herr en Jan De Haas meewerkten. Nadien speelde hij nog in verschillende Belgische jazzbands.
Deronde stierf op 6 januari 2012 aan leverkanker. Hij kon toen reeds enkele jaren niet meer optreden, na getroffen te zijn door een hartaanval.

## Discografie
- 1989 Spontaneous Effort (Igloo IGL 081)

- Bibliothèque nationale de France: cb13936217g (data)
- International Standard Name Identifier: 0000 0000 0307 7274
- MusicBrainz: 1d5ee29e-1d93-4b85-9817-0b1113d4216b
- Virtual International Authority File: 24790923